# 121e régiment du train
 (novembre 2023).
La mise en forme du texte ne suit pas les recommandations de Wikipédia : il faut le « wikifier ».
Les points d'amélioration suivants sont les cas les plus fréquents. Le détail des points à revoir est peut-être précisé sur la page de discussion.
- Les titres sont pré-formatés par le logiciel. Ils ne sont ni en capitales, ni en gras.
- Le texte ne doit pas être écrit en capitales (les noms de famille non plus), ni en gras, ni en italique, ni en « petit »…
- Le gras n'est utilisé que pour surligner le titre de l'article dans l'introduction, une seule fois.
- L'italique est rarement utilisé : mots en langue étrangère, titres d'œuvres, noms de bateaux, etc.
- Les citations ne sont pas en italique mais en corps de texte normal. Elles sont entourées par des guillemets français : « et ».
- Les listes à puces sont à éviter, des paragraphes rédigés étant largement préférés. Les tableaux sont à réserver à la présentation de données structurées (résultats, etc.).
- Les appels de note de bas de page (petits chiffres en exposant, introduits par l'outil «  Source ») sont à placer entre la fin de phrase et le point final[comme ça].
- Les liens internes (vers d'autres articles de Wikipédia) sont à choisir avec parcimonie. Créez des liens vers des articles approfondissant le sujet. Les termes génériques sans rapport avec le sujet sont à éviter, ainsi que les répétitions de liens vers un même terme.
- Les liens externes sont à placer uniquement dans une section « Liens externes », à la fin de l'article. Ces liens sont à choisir avec parcimonie suivant les règles définies. Si un lien sert de source à l'article, son insertion dans le texte est à faire par les notes de bas de page.
- La présentation des références doit suivre les conventions bibliographiques. Il est recommandé d'utiliser les modèles {{Ouvrage}}, {{Chapitre}}, {{Article}}, {{Lien web}} et/ou {{Bibliographie}}. Le mode d'édition visuel peut mettre en forme automatiquement les références.
- Insérer une infobox (cadre d'informations à droite) n'est pas obligatoire pour parachever la mise en page.

Pour une aide détaillée, merci de consulter Aide:Wikification.
Si vous pensez que ces points ont été résolus, vous pouvez retirer ce bandeau et améliorer la mise en forme d'un autre article.
 (novembre 2023).
Si vous disposez d'ouvrages ou d'articles de référence ou si vous connaissez des sites web de qualité traitant du thème abordé ici, merci de compléter l'article en donnant les références utiles à sa vérifiabilité et en les liant à la section « Notes et références ».
Le 121e régiment du train est un régiment de l'Armée de terre française, basé à Montlhéry (Essonne). Il est l'héritier du 121e escadron du train automobile créé le 1er octobre 1920 à Mayence, à partir des sections du service automobile de l'Armée.

## Historique du régiment

### Entre-deux-guerres

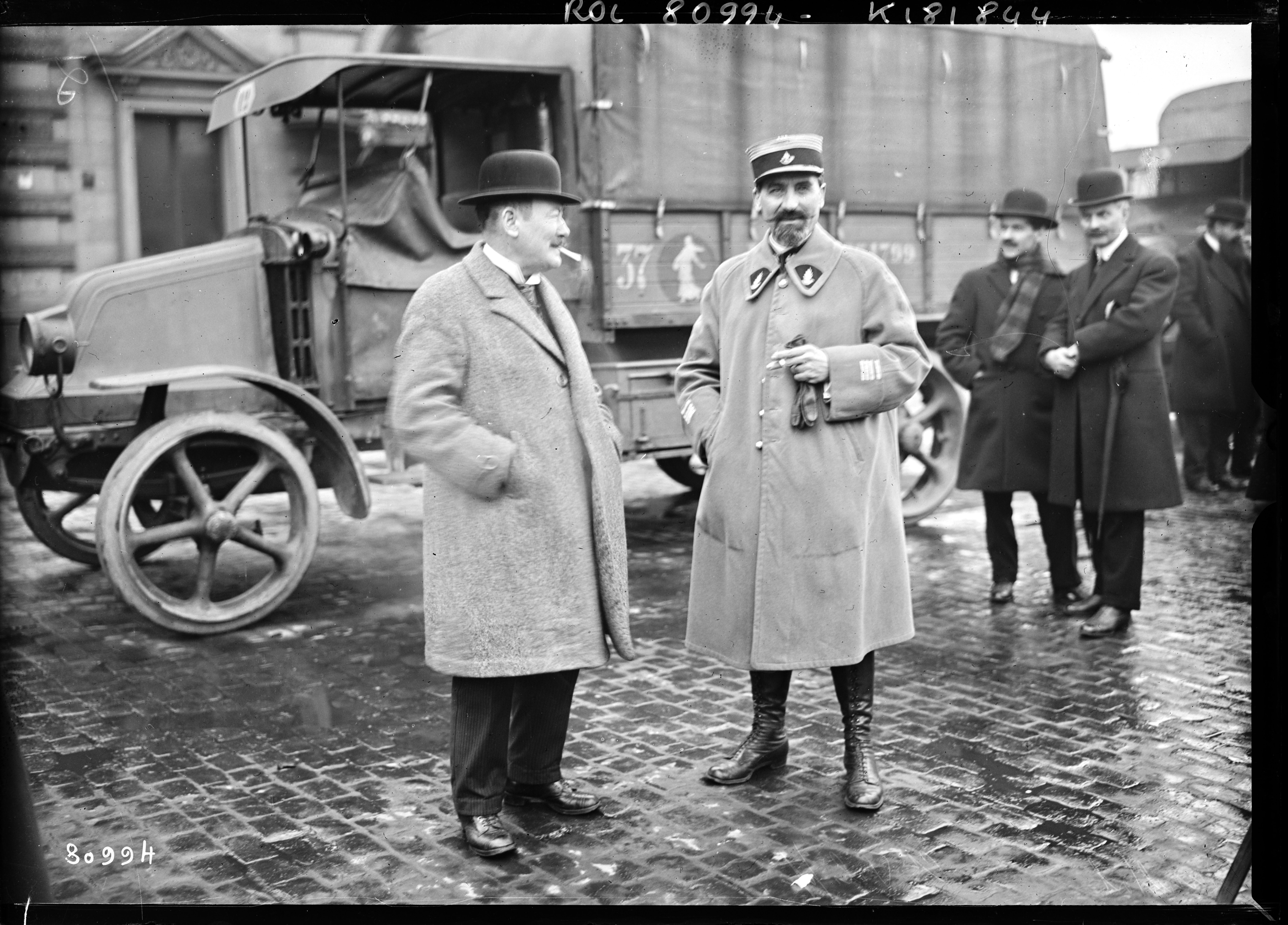
Officiels français devant un camion du escadron du train, à Düsseldorf en 1923.

Le 121e escadron du train automobile est créé le 1er octobre 1920, à Mayence, à partir des sections du service automobile de l'Armée, dont ont fait partie les prestigieux « Taxis de la Marne ». Ces sections avaient pour but le transport de ravitaillement, la montée des troupes en première lignes et l'évacuation des blessées depuis les postes de secours régimentaires. Elles ont été engagées en 1915 en Artois et en Champagne sur la « Voie sacrée ». En 1916, dans la Bataille de la Somme, et dans la Bataille de l'Aisne en 1918.
Le régiment doit donc à partir de 1920 être au service des troupes d'occupation de la Rhénanie. L'escadron comprend donc 16 compagnies répartie en 5 compagnies de service des États-majors, 4 compagnies de Parc qui assurent la réparation des véhicules, 5 compagnies de transport qui assurent le ravitaillement et le transport des unités ainsi qu'une compagnie de triage et une unité d'instruction pour les indochinois qui formeront une compagnie de transport. Ainsi le 121e escadron du train automobile comprend 3 120 hommes et 2 200 véhicules.
Après l’évacuation de la Rhénanie, le 121e escadron automobile de l’Armée du Rhin est dissous le 30 juin 1930 et donne naissance au 121e escadron automobile de réserve générale qui conserve la « semeuse » comme insigne. Le 121e E.A.R.G. prend garnison à Lure, il participe donc à l'évacuation des troupes de la Rhénanie ainsi qu'aux chantiers de la ligne Maginot. Les véhicules utilisés par l'escadron sont des motocyclettes Gnome et Rhône, des véhicules de liaison Citroën B11 et B12 et de camions Renault Trucks.

### Seconde Guerre mondiale
À la fin du mois d’août 1939, le 121e escadron automobile de réserve générale est dissous et donne naissance au groupe de transport de personnel no 121/24. L'escadron est divisé en 4 compagnies : 1 hors rang chargé des services de l'escadron, 1 compagnie de transport doté de camion chargé du transport du matériel des unités et 2 compagnie équipés d'autocars chargés du transport des troupes.
Dès sa mise sur pied le groupe de transport participe à la mise en place de la 15e division d’infanterie à la frontière Lorraine. Il stationne dans la Haute-Marne d'octobre à décembre 1939.
Au printemps 1940 il est déplacé vers Nancy, le groupe embarque une partie de la 3e division d'infanterie vers Vouziers. Entre le 13 et le 24 mai il s'occupe des déplacements des 74e régiment d'infanterie, 5e régiment d'infanterie, 85e régiment d'infanterie et 11e régiment d'infanterie.
Entre le 4 et le 16 juin il embarque et transporte des unités des 82e division d'infanterie d'Afrique et 238e division légère d'infanterie vers leurs zones opérationnelles puis il motorise le 135e régiment d'infanterie et le 294e régiment d'infanterie. Il est pris à partie par l'aviation et les blindées allemands vers Joinville. En six semaines il a 3 tués, 6 blessées et une trentaine de camions et d'autocars sont détruits au combat.
Le groupe de transport de personnel no 121/24 est dissous en août 1940 après avoir été classé « unité combattante » pour la période du 12 mai au 20 juin 1940.

### De 1945 à nos jours
Le 1er juin 1954, le groupe de transport 523 s’est installé dans le quartier Saint-Eutrope du nom de la colline et d'une ruine du même nom, devenu depuis le quartier Picard sur le TE de Linas-Montlhery. Saint Eutrope fait partie des saints et des ermites qui sont passés ou ont vécu ici : Sainte Geneviève, Saint Corbinien etc. On retrouve son nom dans la toponymie locale par exempel à Fleury-Mérogis. Il y côtoie le quartier Champrosay au centre (artillerie de marine : 1er Rama) et le quartier Koufra à l'ouest (Infanterie de marine : RMT), fusionnés après le départ de ces deux régiments en un ensemble spécialement adapté pour un groupe de transport. L'ensemble se situe sous les pistes circuit autodrome, en bordure de la RN20, proche de la francilienne qui lui garantie un déploiement rapide et la proximité du réseau ferré et aérien (Bretigny). En 1974, il est renommé 523e groupe de transport lourd, puis 523e régiment du train en 1978.
Le 1er mars 1980, il devient le 121e régiment du train, par changement d'appellation et devient ainsi porteur des traditions du 121e escadron automobile de l'Armée Française du Rhin et des corps de l'arme du train du même numéro qui lui ont succédé.
Il a accueilli des escadrons d'instruction (11e et 12e) jusqu'à la suppression du service national.
Par la suite le régiment est présent dans différentes opérations (OPEX) :
- 1990 : Guerre du Golfe (Opération Daguet)
- 1992 à 1995, 1999, 2000, 2001 et 2006 : Bosnie-Herzégovine (Force de protection des Nations unies, Implementation Force, Force de stabilisation)
- 1999 : Albanie
- 1999 : Bulgarie
- 2000, 2004, 2005, 2006 et 2010 : Kosovo (Force pour le Kosovo)
- 2000 : Macédoine
- 2002, 2006, 2009, 2010, 2011 et 2013 : Afghanistan (Guerre d'Afghanistan)
- 2004, 2006, 2007 et 2008 : République de Côte d'Ivoire (Opération Licorne)
- 2006, 2008, 2010, 2011 et 2013 : Liban (Force intérimaire des Nations unies au Liban)
- 2008 : centre de regroupement et d'évacuation des ressortissants au Gabon
- 2008 et 2009 : Tchad (EUFOR Tchad/RCA)
- 2009 : Île de La Réunion
- 2011 : Japon à la suite du séisme
- 2013 : République Centrafrique (Opération Sangaris)
- 2013 : Mali (Opération Serval)
- 2017: Mali (Opération Barkhane)
- 2018: Mali et Niger (Opération Barkhane)
- 2019: Mali (Opération Barkhane)
- 2020: Mali (Opération Barkhane)
- 2021: Mali et Niger (Opération Barkhane) ainsi que Estonie (Opération Lynx)
- 2022: Mali et Niger (Opération Barkhane)[1]

Le régiment participe également à des missions de défense civile, comme le plan Vigipirate et des actions de service public, telles que la dépollution et la lutte contre le feu.
Projeté de mars à juin 2013, le 121e régiment est le principal régiment qui armait le bataillon logistique (BATLOG), le dernier bataillon à avoir été déployé en Afghanistan. Avec à sa tête le colonel Eric Vincendet, chef de corps du 121e régiment du train de Montlhéry, et fort de près de 400 soldats, le bataillon avait reçu pour mission principale d’assurer la dernière étape du désengagement de l’armée française de l’opération Pamir et de rétrocéder le camp de Warehouse à l’armée afghane.
Le régiment à fêté son Centenaire, le 11 Septembre 2020 à l'hôtel National des Invalides.
Le régiment organise des portes ouvertes comme celle du 4 et 5 mai 2024.

### Chefs de corps
- 121e escadron du train automobile :
  - 1920-1921 : Chef d'escadron Lemerle
  - 1921-1928 : Chef d'escadron Sthéhlé
  - 1928-1930 : Lieutenant-Colonel Maugras

- 121e escadron automobile de réserve générale :
  - 1930-1933 : Chef d'escadron Brille
  - 1933-1936 : Chef d'escadron Stauth
  - 1936-1939 : Chef d'escadron Baudard
- groupe de transport de personnel n°121/24 :
  - 1939-1940 : Chef d'escadron Demangeat

- groupe de transport 523 :
  - 1948-1949 : Chef d'escadron Frémiot
  - 1949-1951 : Chef d'escadron Fromard
  - 1951-1953 : Chef d'escadron Denee
  - 1955 : Chef d'escadron Fourdinier
  - 1955-1956 : Lieutenant-Colonel Pignol
  - 1956-1957 : Chef d'escadron Fourdinier
  - 1957-1958 : Chef d'escadron Tonnaire
  - 1958-1960 : Chef d'escadron Christel
  - 1960-1961 : Chef d'escadron Valliez
  - 1961-1962 : Chef d'escadron Soubielle-Clos
  - 1962-1964 : Chef d'escadron Vecchiali
  - 1964-1966 : Lieutenant-Colonel Jouvenelle
  - 1966-1968 : Lieutenant-Colonel Dessauce
  - 1968-1970 : Lieutenant-Colonel Bresson
  - 1970-1972 : Lieutenant-Colonel Gourdin
  - 1972-1974 : Chef d'escadron Brizou

- 523e groupe de transport lourd :
  - 1974-1976 : Lieutenant-Colonel Cerbelle
  - 1976-1978 : Lieutenant-Colonel Le Gouic

- 523e régiment du train :
  - 1978 : Lieutenant-Colonel Le Gouic
  - 1978-1979 : Lieutenant-Colonel Parlange
  - 1979-1980 : Lieutenant-Colonel Querrolle

- 121e régiment du train :
  - 1980-1981 : Lieutenant-Colonel Querolle
  - 1981-1983 : Lieutenant-Colonel Lacabanne
  - 1983-1885 : Lieutenant-Colonel Vanlaer
  - 1985-1987 Lieutenant -: Colonel Pelou
  - 1987-1989 : Lieutenant-Colonel Barbier
  - 1989-1992 : Lieutenant-Colonel Coffinieres
  - 1992-1994 : Lieutenant-Colonel puis : Colonel Carlier
  - 1994-1997 : Lieutenant-Colonel puis : Colonel Sintes
  - 1997-2000 : Colonel de Cleene
  - 2000-2002 : Colonel Percy
  - 2002-2004 : Colonel Septier
  - 2004-2006 : Colonel Irimia
  - 2006-2008 : Colonel Carrey
  - 2008-2010 : Colonel Massoni
  - 2010-2012 : Colonel Saint Fort-Ichon
  - 2012-2014 : Colonel Vincendet
  - 2014-2016 : Lieutenant-Colonel Augereau
  - 2016-2018 : Colonel Herveau
  - 2018-2021: Colonel Navarro
  - 2021-2023 : Colonel Giraud
  - 2023 -    : Colonel Chastaing

## Le régiment aujourd'hui

### Subordinations
Le régiment est subordonné à la Brigade logistique, elle aussi située à Montlhéry.

### Organisation
En 2024, il réunit 1 000 hommes et femmes.
Au 26 mars 2024, à l'issue de la création du groupement de soutien de la base de défense de Montlhéry, le régiment comporte 5 escadrons d'active, plus 2 escadrons de réserve.
- 1 escadron de commandement et de logistique ;
- 1 escadron de ravitaillement ;
- 1 escadrons de transport ;
- 1 escadron de circulation routière « quaternarisé » (4 pelotons de circulation routière) ;
- 1 escadron de transport de réserve ( 6ème escadron de transport) ;
- 1 escadron de circulation et d'escorte de réserve (3ème escadron de circulation et d’escorte)

### Matériels

#### Camions
- 63 Porteur Polyvalent Logistique PPLOG
- 4 Technamm MASSTECH (Toyota HZJ 76)
- 10 ACMAT VT4
- 7 Camion-citerne tactiques Scania CCP10
- 15 Renault GBC 180
- 20 camions logistiques
- Véhicules de transport logistique avec remorque Renault G290
- Véhicules de transport logistique TRM 10000
- Merlot
- Kerax
- Transmanut

#### Véhicules Blindés
- 25 Petit Véhicule Protégé PVP[1],[2]
- 12 Véhicules de l'Avant Blindés (VAB)[1],[2]

#### Motocyclettes
- Motocyclettes Cagiva[2]
- 20 Motocyclettes Yamaha XTZ 660 Ténéré[1]

#### Autres
- canon de 20mm[2]
- 1 Grue Liebherr[1]
- Chariots élévateur Valmet d'un emport de 15 tonnes[2]
- Chariots élévateurs à bras télescopique (emport de 1 à 5T)[2]

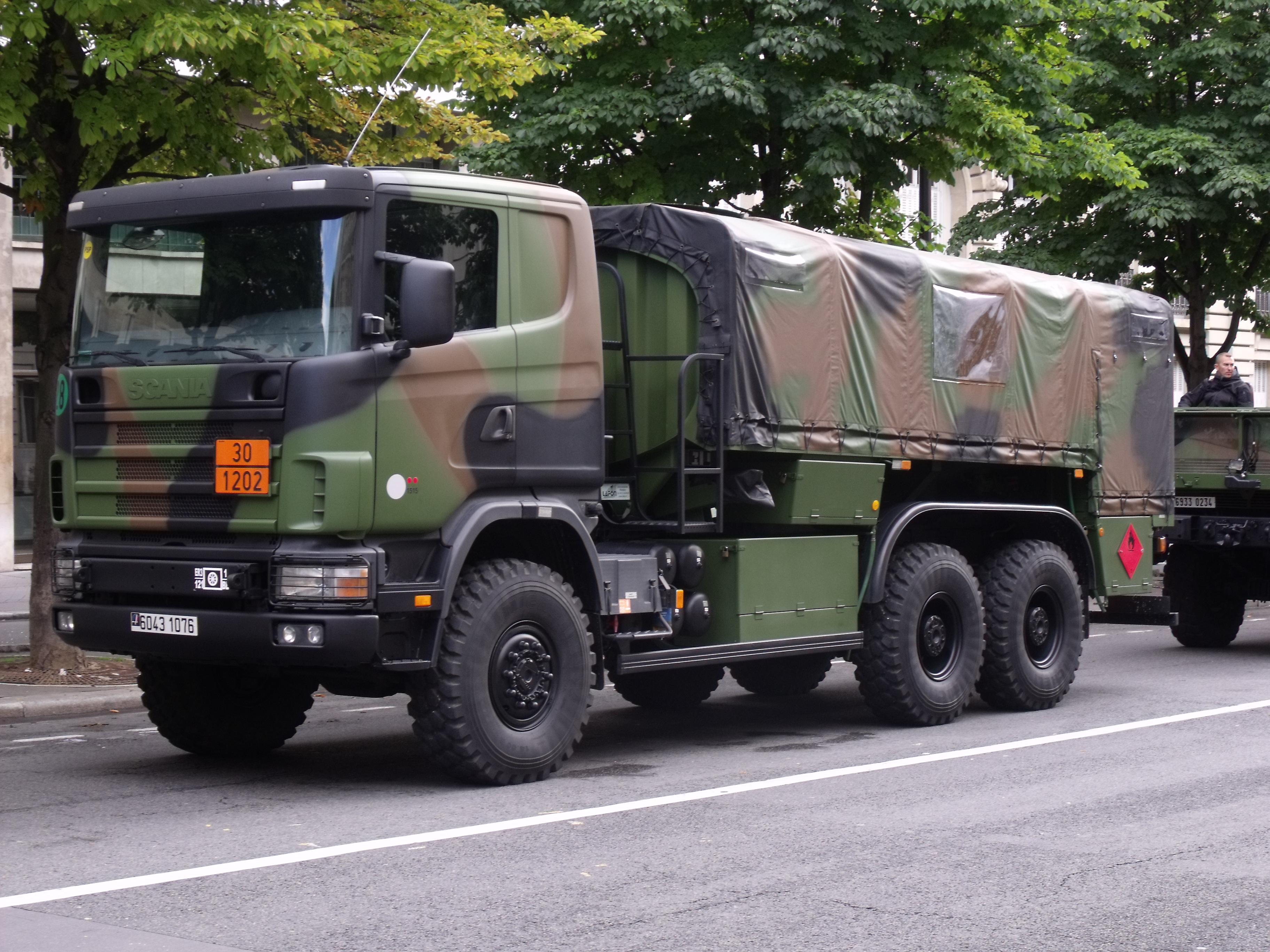
Scania CCP10
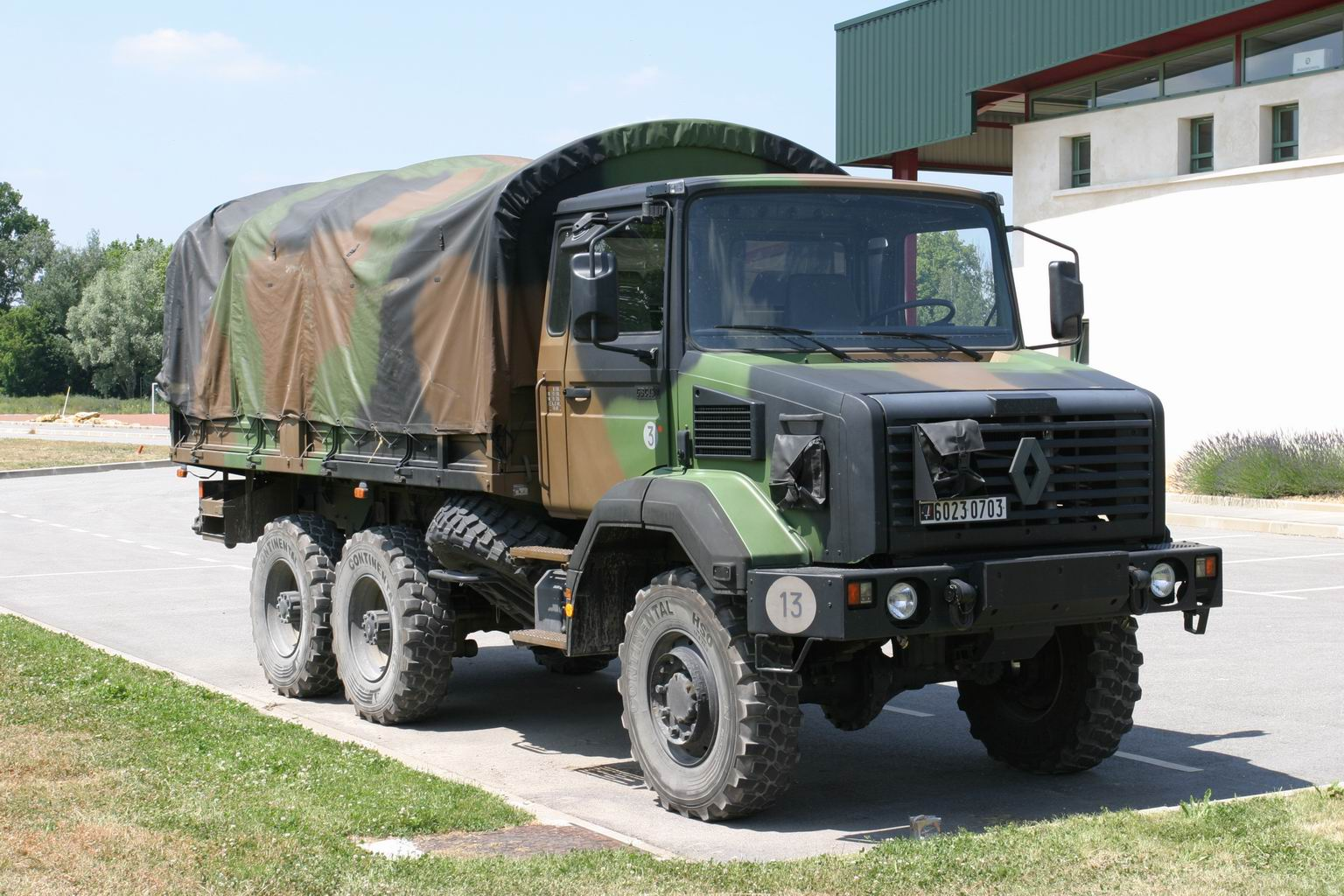
GBC 180
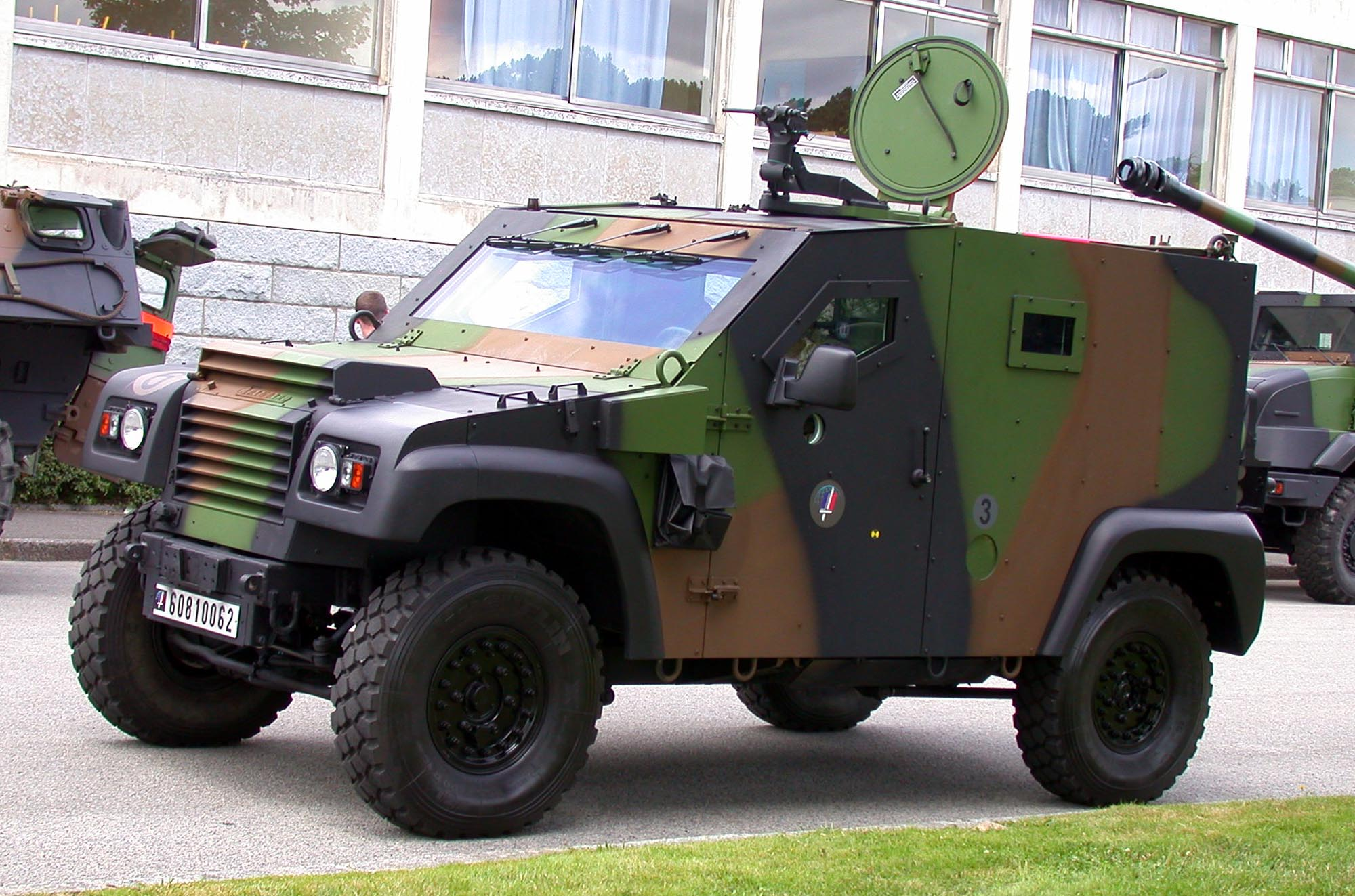
Petit Véhicule Protégé
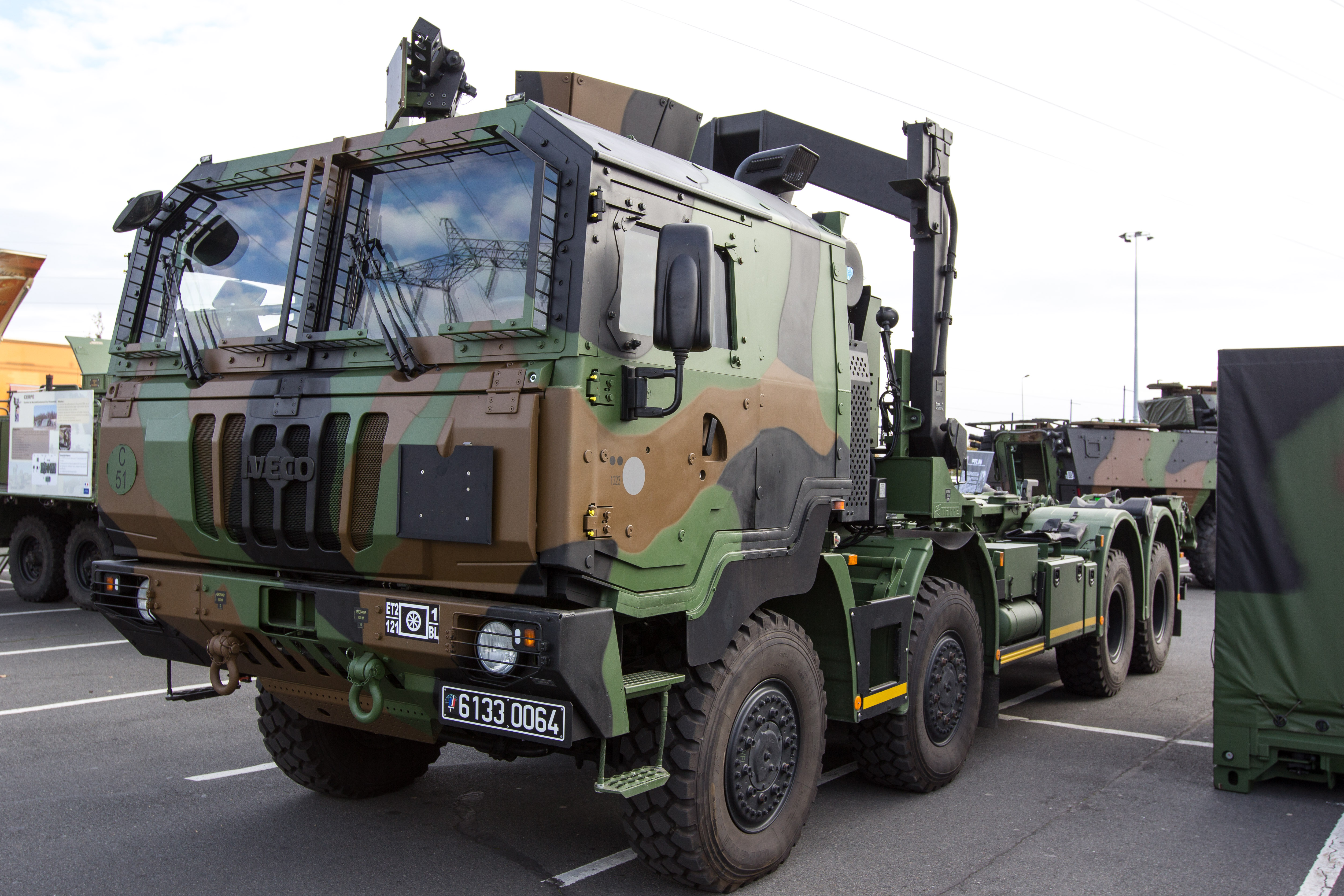
PPLOG
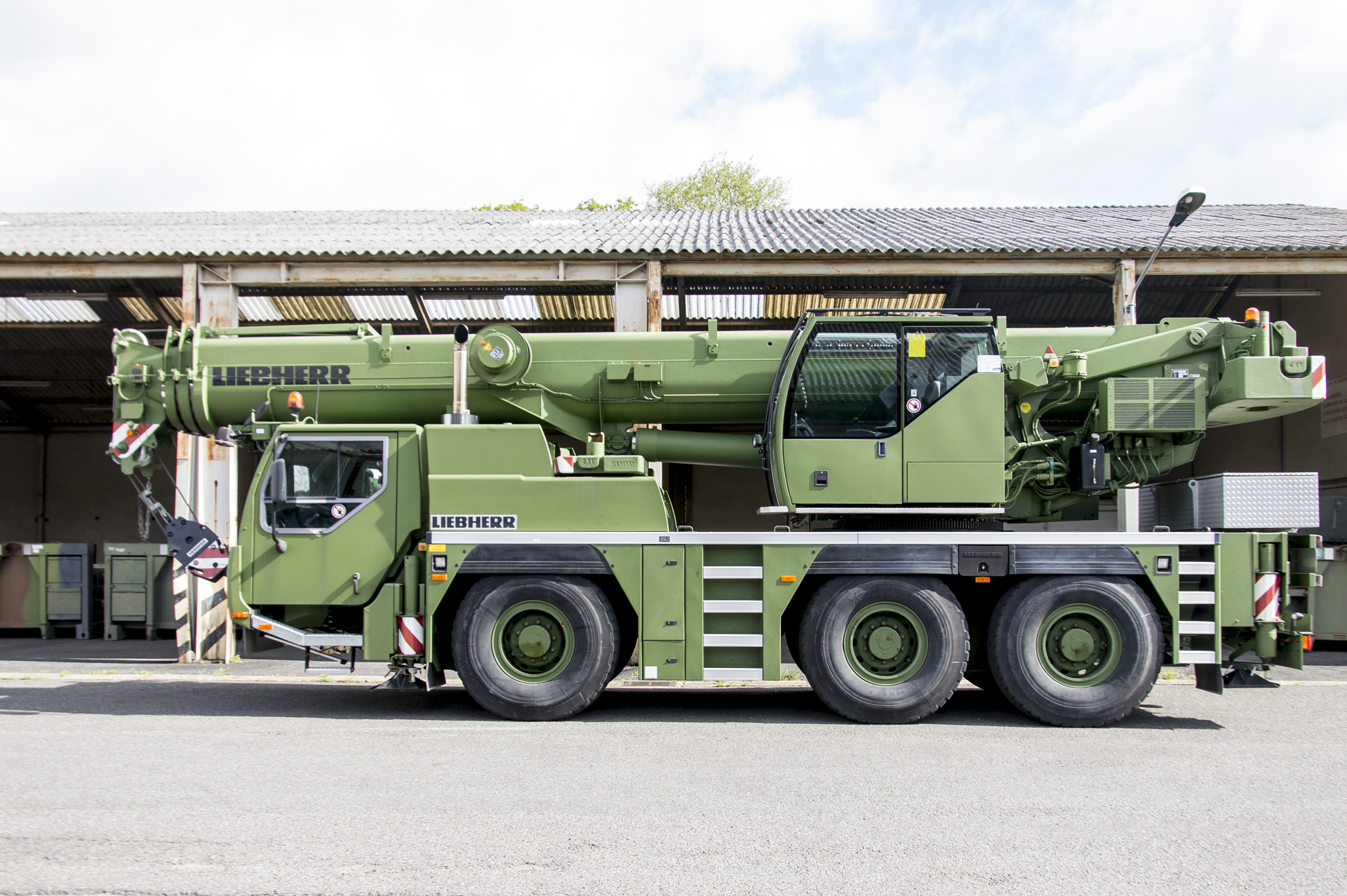
Grue LIEBHERR
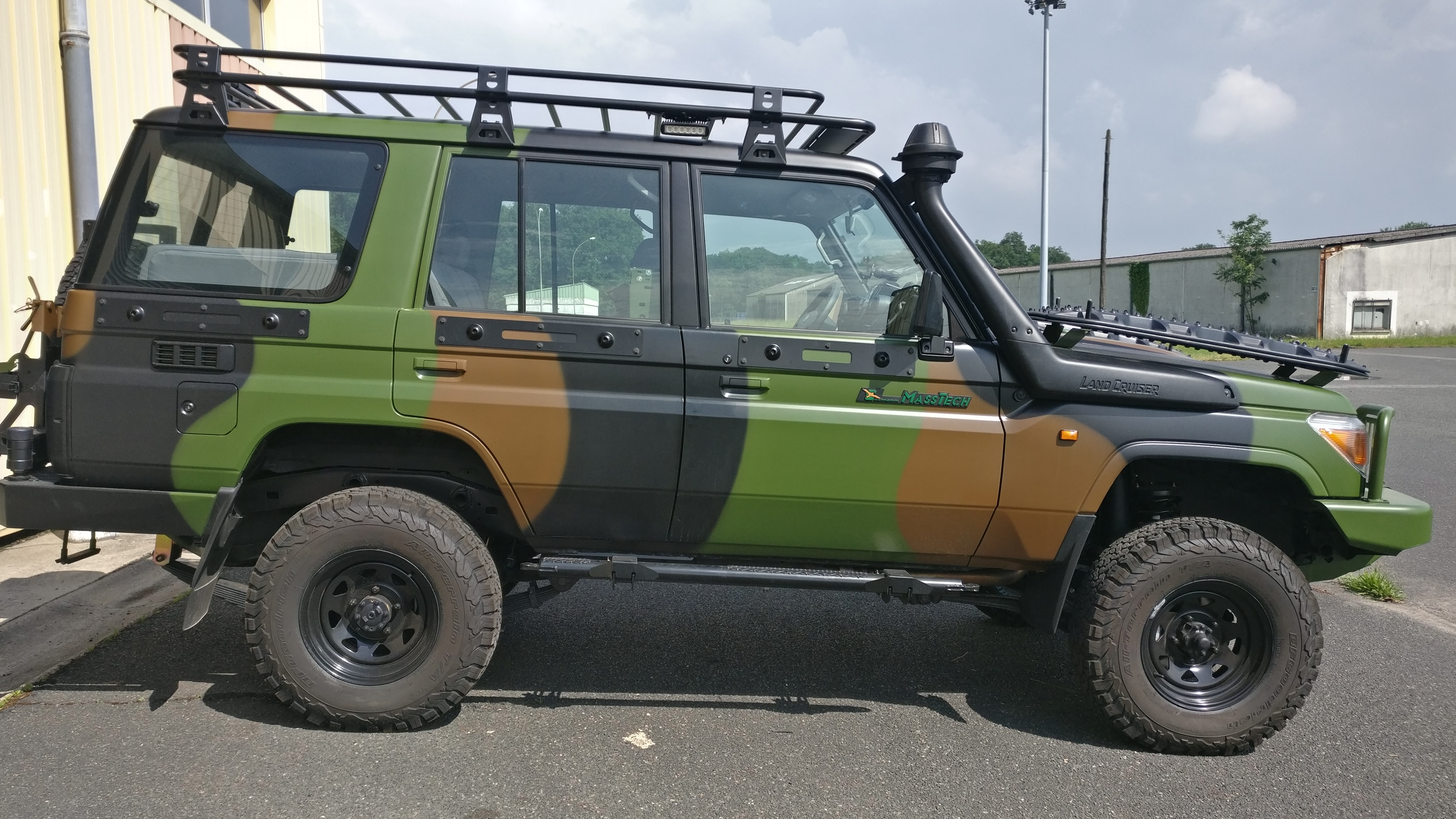
MASSTECH
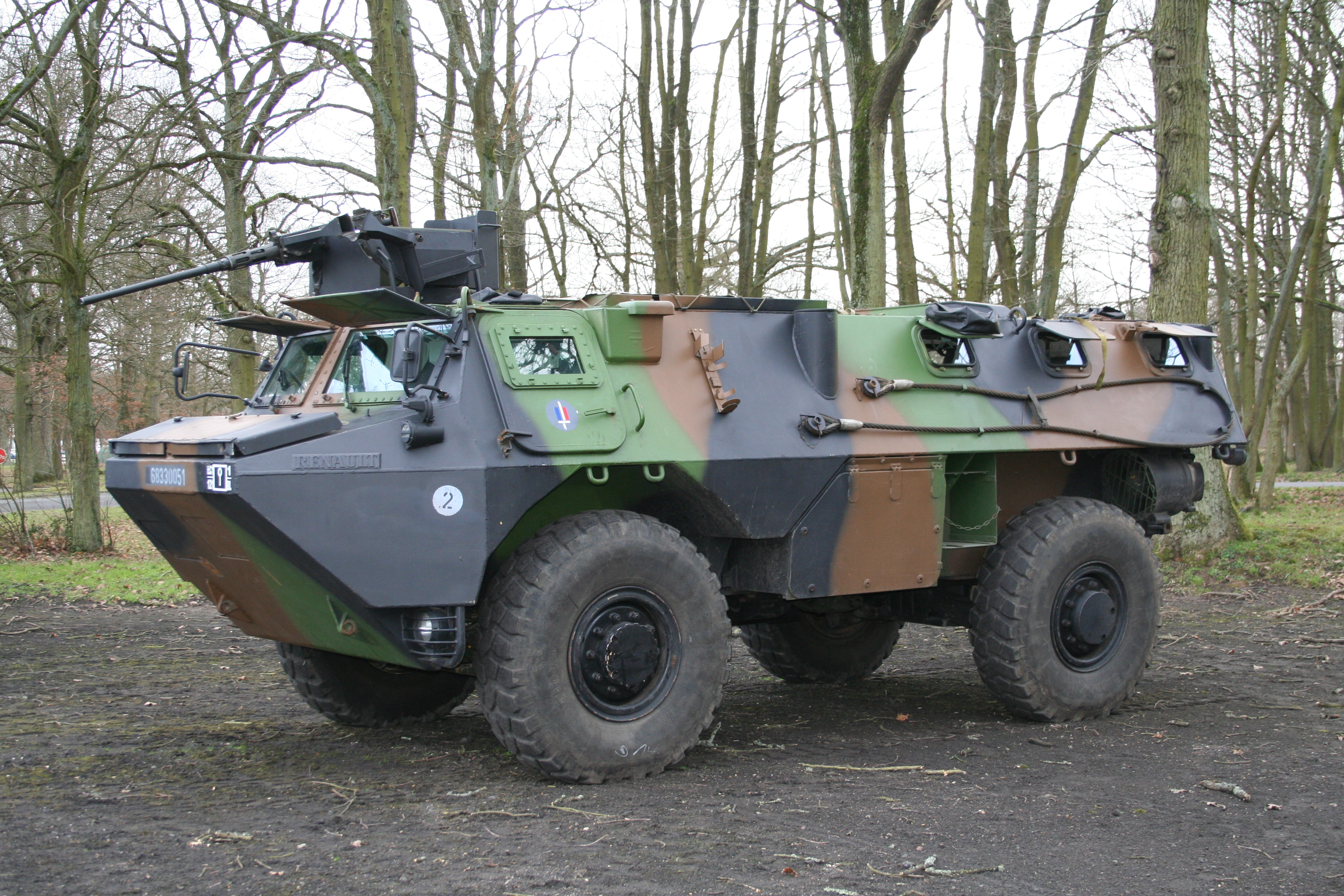
VAB (véhicule de l'avant blindé)
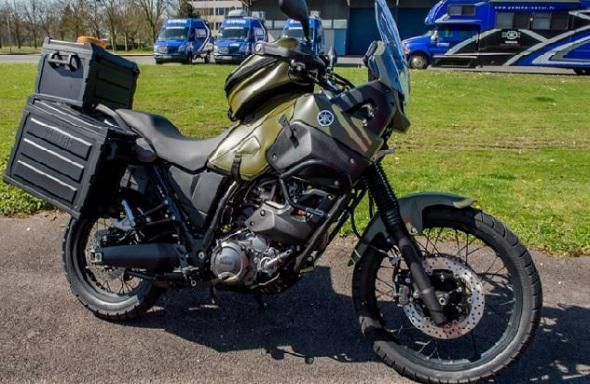
Yamaha XTZ 660 Ténéré

### Mission
Les missions actuelles du régiment sont :
- assurer au quotidien le transport et le ravitaillement par voie routière de marchandises au profit des forces. En opération extérieure il arme la zone de soutien d’un groupement de force. ;
- d'appuyer les mouvements des unités à pied et motorisées dans le cadre des cérémonies du 14 juillet à Paris, avec le groupement de circulation routière ;
- participer aux missions intérieures comme l’opération Sentinelle ; de souveraineté dans les départements d’outre-mer et circonscription d’outre-mer (DOM-COM) ; d’appui à la circulation et d’escorte ; de transport et de transit interarmées (TTIA)[1]
- de former les recrues du 121e régiment du train[2].

### Garnison
Le régiment est implanté  terrain d’exercices de Linas-Montlhery, au sein d'une zone boisée de 520 hectares. Il dispose de l'ensemble des infrastructures (stand de tir, bivouacs, piste d'audace, gymnase, piste d'athlétisme, parcours de cross d’obstacles, parcours de cross...) indispensables à l'apprentissage des fondamentaux du combattant en général et des métiers d'un régiment du Train en particulier.
Le régiment est situé à une trentaine de kilomètres au Sud de PARIS à la croisée de la Francilienne (N104) et de la nationale 20 (N20) près de la ville d’ARPAJON. S’agissant des transports en commun, les gares RER C d’Arpajon et d’Egly (à 45 minutes de Paris), les plus proches du régiment, en sont distantes de 2 à 3 kilomètres.

## Étendard
Son insigne se compose d'une aigle impériale rappelant l'origine du train, de la semeuse de d'Oscar Roty symbolisant la France traversant le Rhin, du soleil levant évoquant l'Est d'où venait l'ennemi traditionnel. Il porte, cousues en lettres d'or dans ses plis, l'inscription suivante: Grande Guerre 1914-1918.

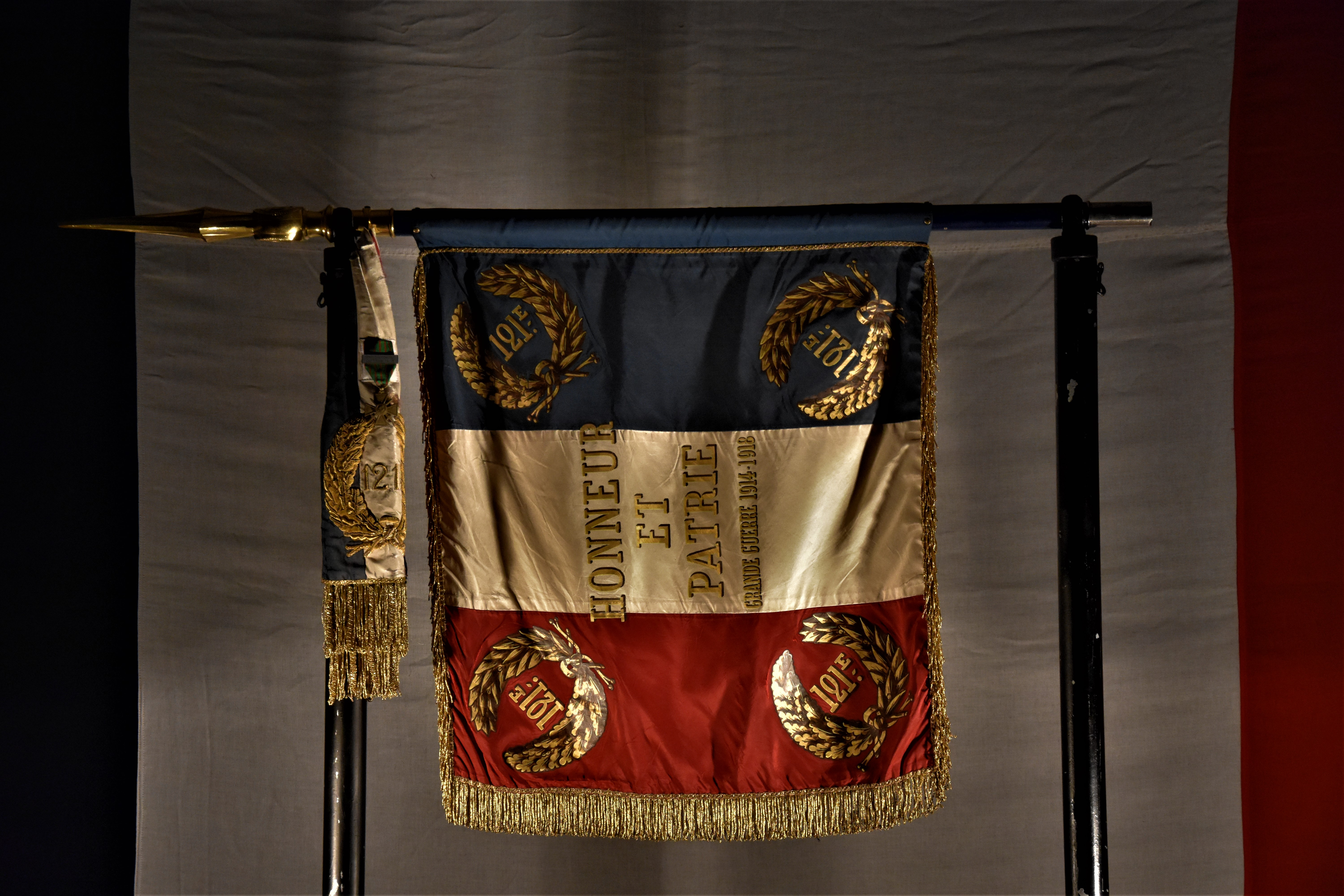

## Décorations
- Croix de guerre 1914-1918
- Citation à l'ordre du régiment

Il porte sur la cravate de son Étendard la croix de guerre 14-18 avec inscription « service automobile du train ».
Cette décoration lui a été remise le 12 juillet 2018 des mains du chef d'état-major de l'Armée de terre (CEMAT), lors d'une cérémonie officielle à l'hôtel national des Invalides; à Paris. 
Par décret du 11 mars 2025, le 121ème régiment est « cité à l'ordre du régiment, avec attribution de la croix de la Valeur militaire avec étoile de bronze ».

## Devise
« Transporte et combats »

## Personnalités ayant servi au régiment
- Roger Lévy (1914-2006), résistant français, Compagnon de la Libération, a effectué son service militaire au 121e E.A.R.G.
- Eddy Mitchell de son vrai nom Claude Moine (1942), chanteur français, a effectué son service militaire au 121e régiment du train en 1962.
- Alexis Vastine a  décroché la médaille de bronze en boxe, dans la catégorie des super-légers, aux Jeux Olympiques de Pékin, en 2008.
- Patrick Bruel et Jérôme Veyrenc.